# Либеншайд
Либеншайд (на немски: Liebenscheid) е община (Ortsgemeinde, Verbandsgemeinde Rennerod) във Вестервалд в Рейнланд-Пфалц, Германия, с 874 жители (към 31 декември 2014). Намира се между Зиген и Лимбург на Лан на границата с Северен Рейн-Вестфалия и Хесен.
Либеншайд е споменат за пръв път на 18 юни 1341 г. През 1360 г. император Карл IV дава по времето на граф Хайнрих I фон Насау-Байлщайн на Либеншайд заедно със съседното село Вайсенберг права на град.
В затвора на дворец Либеншайд е затворен бащата на Петер Паул Рубенс, Ян Рубенс, понеже имал тясна връзка с Анна Саксонска, съпругата на граф Вилхелм I Орански-Насау.